# Louzignac
Louzignac est une commune du Sud-Ouest de la France située dans le département de la Charente-Maritime (région Nouvelle-Aquitaine).
Ses habitants sont appelés les Louzignacais et les Louzignacaises.

## Géographie

### Localisation et accès
Louzignac est située sur la route royale de Périgueux à La Rochelle par Angoulême, qui est devenue route nationale 139, puis D.939 vers 1976.

### Communes limitrophes
|                 | Haimps    |       |
| Sonnac          | Louzignac | Siecq |
| Brie-sous-Matha | Ballans   |       |

### Hydrographie
La Rouzille prend sa source à la fontaine Saint–Marsault, longe la commune, à deux pas de l’église, ne coule que quelques mois dans l’année, puis se jette dans la Soloire, qui rejoint la Charente.

## Urbanisme

### Typologie
Au 1er janvier 2024, Louzignac est catégorisée commune rurale à habitat dispersé, selon la nouvelle grille communale de densité à 7 niveaux définie par l'Insee en 2022.
Elle est située hors unité urbaine et hors attraction des villes,.

### Occupation des sols
L'occupation des sols de la commune, telle qu'elle ressort de la base de données européenne d’occupation biophysique des sols Corine Land Cover (CLC), est marquée par l'importance des territoires agricoles (95,5 % en 2018), une proportion sensiblement équivalente à celle de 1990 (95,9 %). La répartition détaillée en 2018 est la suivante : 
terres arables (68 %), cultures permanentes (16,2 %), zones agricoles hétérogènes (11,3 %), zones urbanisées (4,5 %). L'évolution de l’occupation des sols de la commune et de ses infrastructures peut être observée sur les différentes représentations cartographiques du territoire : la carte de Cassini (XVIIIe siècle), la carte d'état-major (1820-1866) et les cartes ou photos aériennes de l'IGN pour la période actuelle (1950 à aujourd'hui).

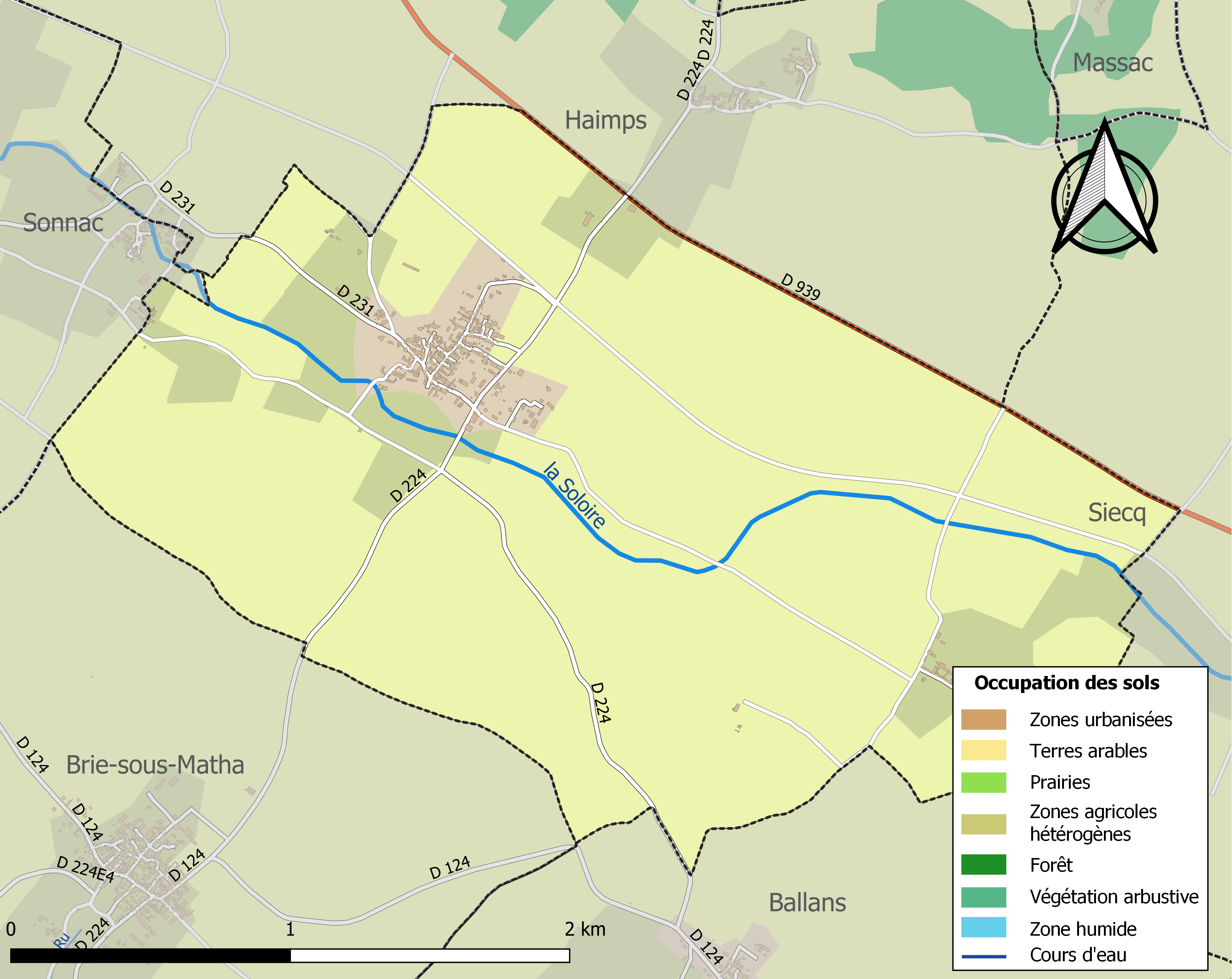
Carte des infrastructures et de l'occupation des sols de la commune en 2018 (CLC).

### Risques majeurs
Le territoire de la commune de Louzignac est vulnérable à différents aléas naturels : météorologiques (tempête, orage, neige, grand froid, canicule ou sécheresse), inondations et séisme (sismicité modérée). Il est également exposé à un risque technologique,  le transport de matières dangereuses. Un site publié par le BRGM permet d'évaluer simplement et rapidement les risques d'un bien localisé soit par son adresse soit par le numéro de sa parcelle.

#### Risques naturels
Certaines parties du territoire communal sont susceptibles d’être affectées par le risque d’inondation par débordement de cours d'eau, notamment la Soloire. La commune a été reconnue en état de catastrophe naturelle au titre des dommages causés par les inondations et coulées de boue survenues en 1982, 1999 et 2010,.
Par ailleurs, afin de mieux appréhender le risque d’affaissement de terrain, l'inventaire national des cavités souterraines permet de localiser celles situées sur la commune.
Concernant les mouvements de terrains, la commune a été reconnue en état de catastrophe naturelle au titre des dommages causés par des mouvements de terrain en 1999 et 2010.

#### Risques technologiques
Le risque de transport de matières dangereuses sur la commune est lié à sa traversée par une ou des infrastructures routières ou ferroviaires importantes ou la présence d'une canalisation de transport d'hydrocarbures. Un accident se produisant sur de telles infrastructures est susceptible d’avoir des effets graves sur les biens, les personnes ou l'environnement, selon la nature du matériau transporté. Des dispositions d’urbanisme peuvent être préconisées en conséquence.

## Toponymie
Louzignac viendrait du nom d'un nom de personne latin Lausenna ou Lausius, avec le suffixe -ac.
Hameau de Pougemin : du latin podium : hauteur, minus : petit.
Cornefou, autrefois Cornefol, évoque un lieu où le vent souffle (corne) fort[réf. nécessaire].

## Histoire
L'état des paroisses de 1686 nous précise que la paroisse de Louzignac a pour seigneur en partie monsieur de Pons, comporte 46 feux et produit du vin.
Un château, en bordure de Louzignac, appartenait au seigneur de Cornefou, jusqu'en 1725. Il fut démoli en 1850 et il était situé sur le hameau appelé autrefois Cornefol.
Autrefois Cornefol était une seigneurie qui appartint successivement, du XIIe au XVe siècle, aux familles Bouchard, de Saint-Gelais, et de Luxembourg. Le château, vraisemblablement édifié au XVe siècle fut racheté par la famille Sureau de Saint-Jean-d'Angély en 1714. Il menaçait déjà de tomber en ruine et elle ne l'habitait pas.
Au XVIIIe siècle, les derniers vestiges furent détruits, il n’en demeure que les restes de murs épais et le souvenir d’un grand puits. La légende voulait que le seigneur des lieux utilisât un cor pour rameuter au château, en cas de danger, les paysans travaillant dans les champs alentour.
Dans l'aveu et dénombrement rendu par Denis, écuyer, seigneur de Massac, au seigneur de Thors, en 1458, on relève : « une fragnée jouxte le cheneveau qui meheut du seigneur de Cornefol »[réf. nécessaire].
Les porches et les belles maisons en pierre prouvent l’importance et la renommée du vignoble de Louzignac, qui, avec celui de la Pinelle, ont été la raison du choix, sur quatre proposés, du tracé de la ligne CFD Angoulême - Matha, à écartement métrique, desservant Rouillac, Louzignac, Matha, puis allant à Saint-Jean-d'Angély, le 2 février 1895.
En effet, la population viticole, sur un faible kilométrage des villages de Brie, Sonnac, Louzignac, la Pinelle, la Coudre, était supérieure à celle de Beauvais-sur-Matha.
La voie ferrée (longue sur la commune de 3,042 km) a été déclassée par décret du 30 juillet 1951 et vendue à la commune pour 105 000 francs.

## Démographie

### Évolution démographique
L'évolution du nombre d'habitants est connue à travers les recensements de la population effectués dans la commune depuis 1793. Pour les communes de moins de 10 000 habitants, une enquête de recensement portant sur toute la population est réalisée tous les cinq ans, les populations de référence des années intermédiaires étant quant à elles estimées par interpolation ou extrapolation. Pour la commune, le premier recensement exhaustif entrant dans le cadre du nouveau dispositif a été réalisé en 2005.

En 2022, la commune comptait 172 habitants, en évolution de +6,83 % par rapport à 2016 (Charente-Maritime : +4,04 %, France hors Mayotte : +2,11 %).
| 1793 | 1800 | 1806 | 1821 | 1831 | 1836 | 1841 | 1846 | 1851 |
| ---- | ---- | ---- | ---- | ---- | ---- | ---- | ---- | ---- |
| 266  | 291  | 306  | 341  | 361  | 412  | 413  | 412  | 408  |

| 1856 | 1861 | 1866 | 1872 | 1876 | 1881 | 1886 | 1891 | 1896 |
| ---- | ---- | ---- | ---- | ---- | ---- | ---- | ---- | ---- |
| 406  | 410  | 377  | 370  | 367  | 355  | 326  | 282  | 269  |

| 1901 | 1906 | 1911 | 1921 | 1926 | 1931 | 1936 | 1946 | 1954 |
| ---- | ---- | ---- | ---- | ---- | ---- | ---- | ---- | ---- |
| 257  | 262  | 268  | 222  | 232  | 234  | 231  | 220  | 210  |

| 1962 | 1968 | 1975 | 1982 | 1990 | 1999 | 2005 | 2006 | 2010 |
| ---- | ---- | ---- | ---- | ---- | ---- | ---- | ---- | ---- |
| 196  | 196  | 171  | 158  | 166  | 149  | 155  | 163  | 161  |

| 2015 | 2020 | 2022 | - | - | - | - | - | - |
| ---- | ---- | ---- | - | - | - | - | - | - |
| 161  | 168  | 172  | - | - | - | - | - | - |

## Économie
- Cultures : vignes (région des fins bois), céréales, tournesol, chênes truffiers, lin, etc.
- Plantation de peupliers dans la vallée de la Rouzille.
- Activité : contrôle automobile, coopérative agricole, plomberie, entreprise de travaux publics, paysagiste, gîtes ruraux.

## Équipements, services et vie locale

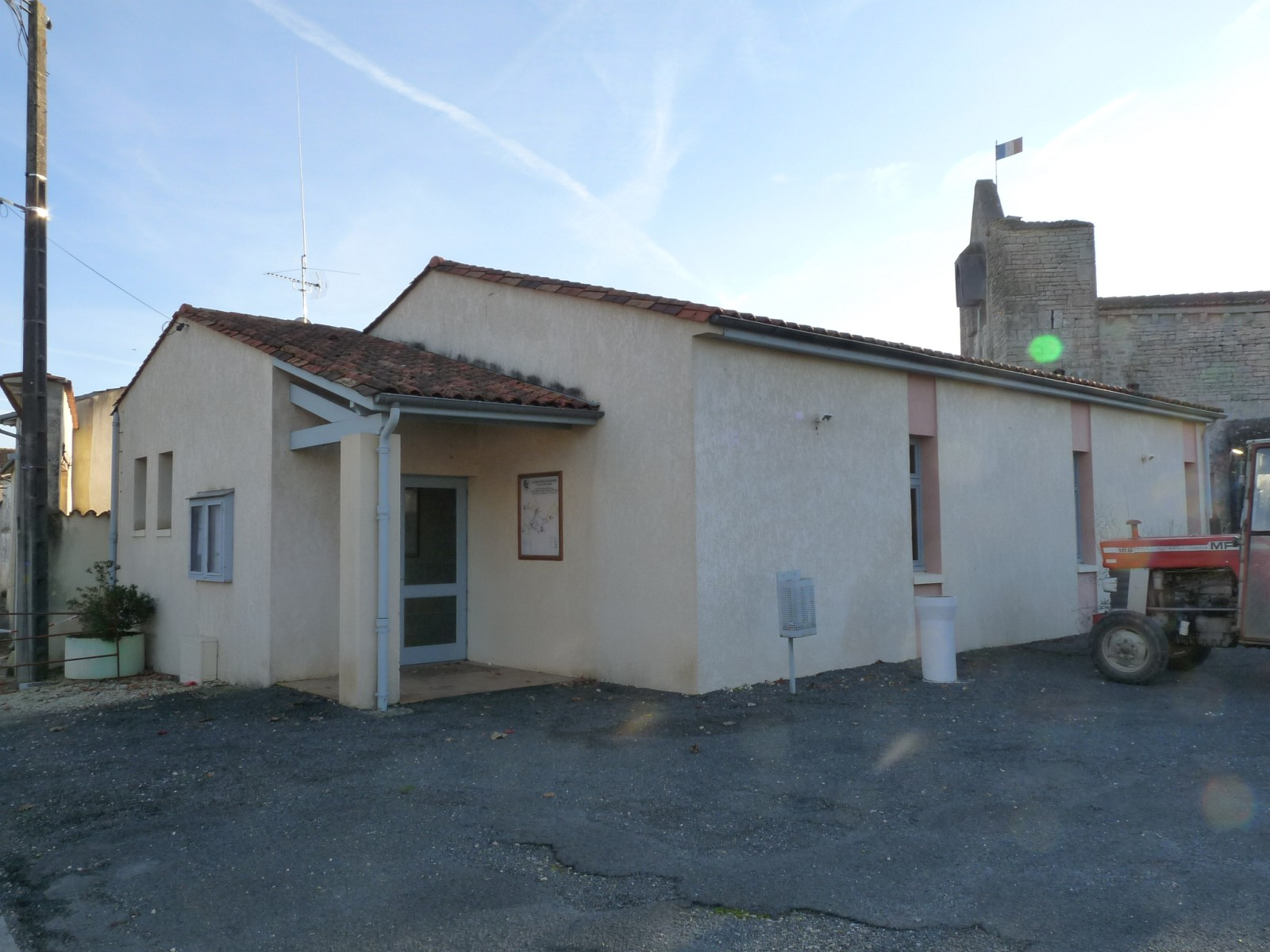
La salle des fêtes

## Lieux et monuments

### Patrimoine religieux
L'église Saint-Martial, de style roman, a été construite aux XIe et XIIe siècles.
Avant le XIe siècle, elle était en bois.
Au XIe siècle, les murs sont construits en pierre dite des Charentes mais la toiture reste en bois, jusqu'à ce qu’on découvre la taille et l’assemblage des pierres afin de bâtir les voûtes d’ogive.
Pour maintenir les murs de 80 cm supportant les trois voûtes, on construit des contreforts[réf. nécessaire].
À l’époque de la guerre de Cent Ans (entre 1337 et 1453), au moment des invasions venant du nord et de l’est, on fortifie en les surélevant, tous les murs et la tour de guet : ce qui en plus offrait un refuge pour les villageois entre les voûtes et la toiture : on y accède par un escalier à vis aux 39 marches usées.
Le cimetière se trouvait près de l'église jusqu’en 1883.

L'église Saint-Martial
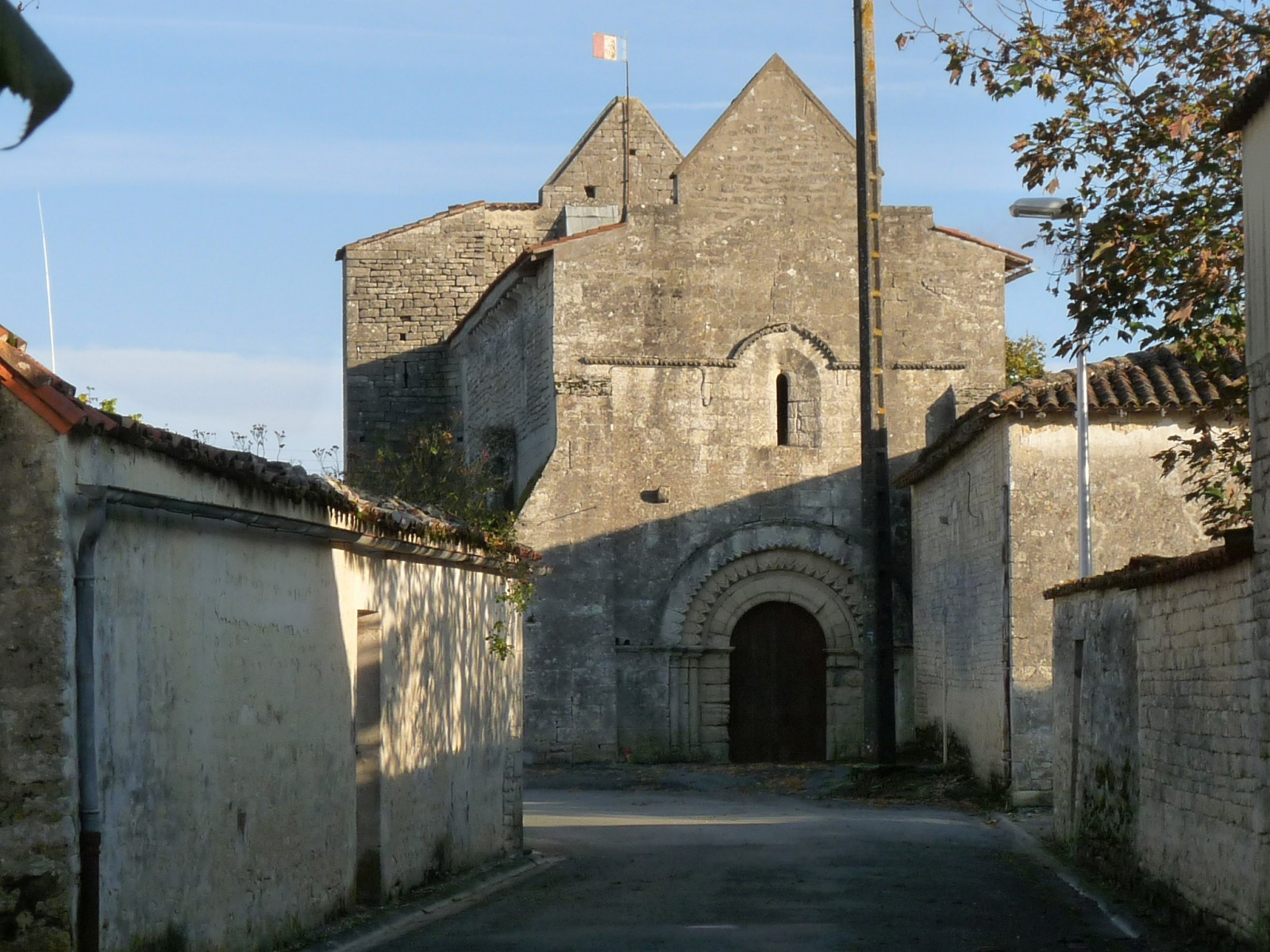
Vue générale.
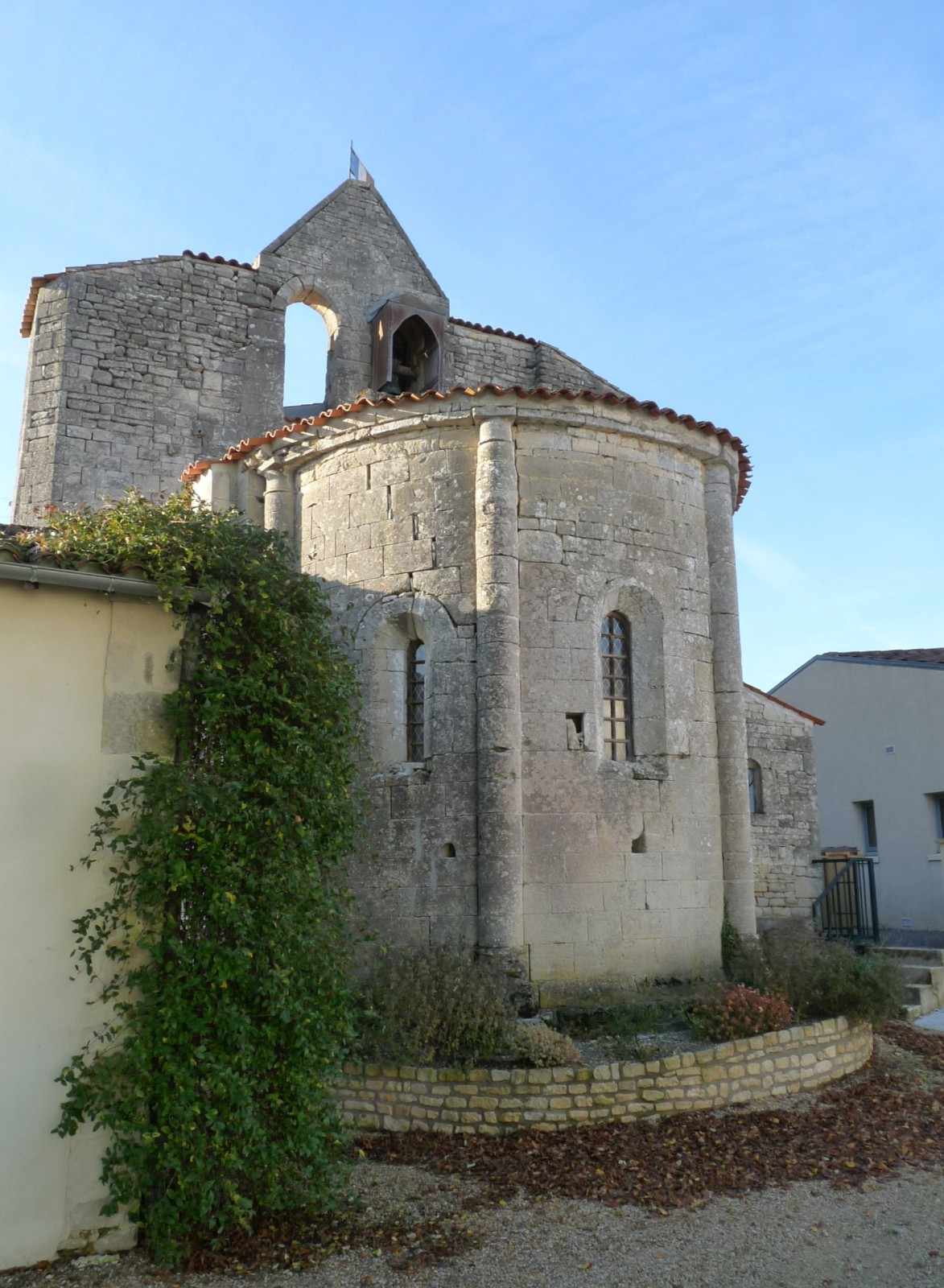
L'abside.
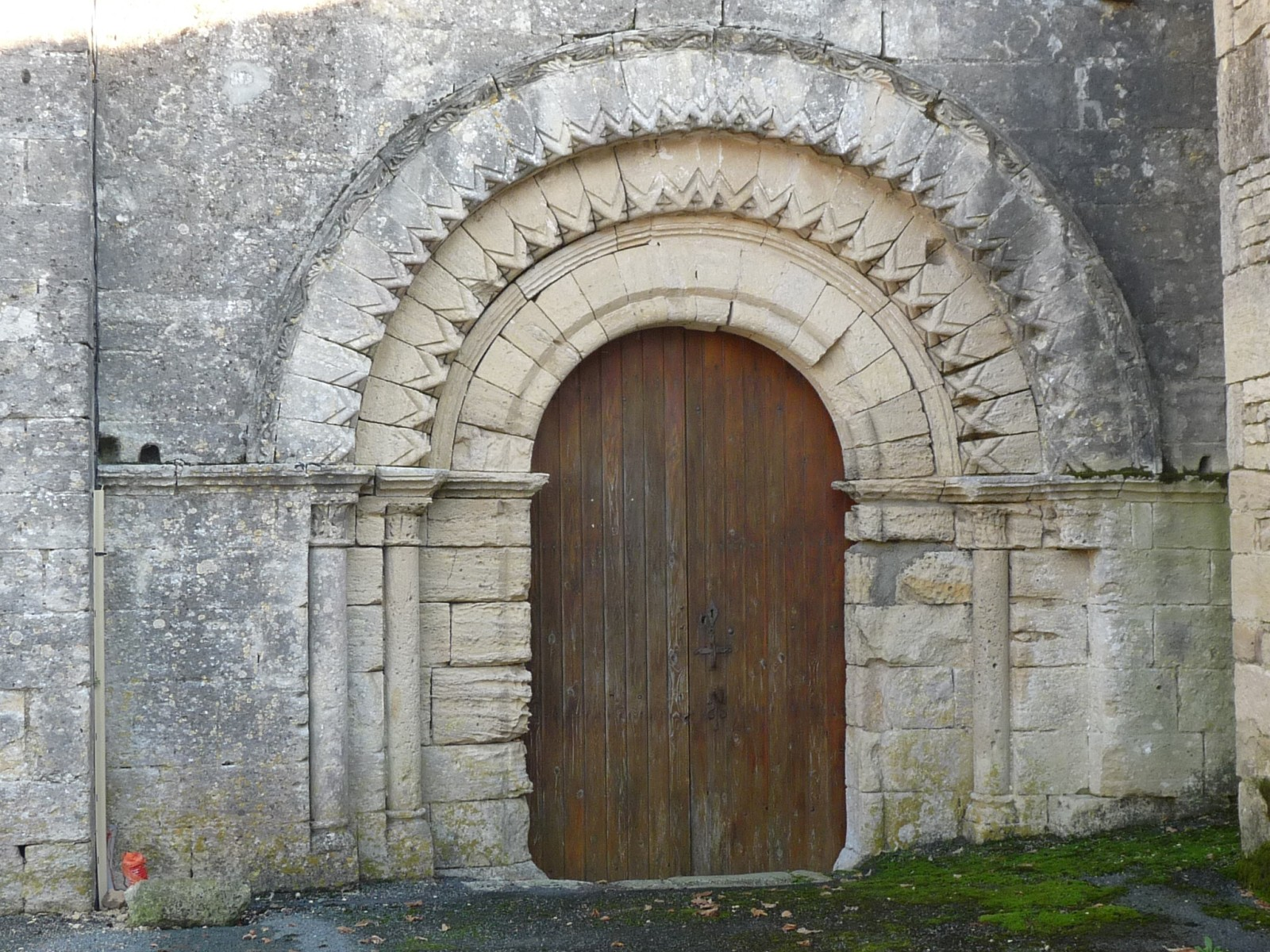
Le portail.

### Patrimoine civil
Près d'une vingtaine de beaux porches centenaires (1811-1849) existent encore, d'autres ont disparu au moment de l’apparition des machines agricoles qu'il fallait faire entrer dans les cours. Louzignac est une des communes qui compte le plus de porches pour la superficie construite.
Plusieurs maisons sont remarquables par divers détails : façade, portes charentaises, passages intérieurs, piliers ronds, courbes d'angle de maison, génoise, style balnéaire, etc.

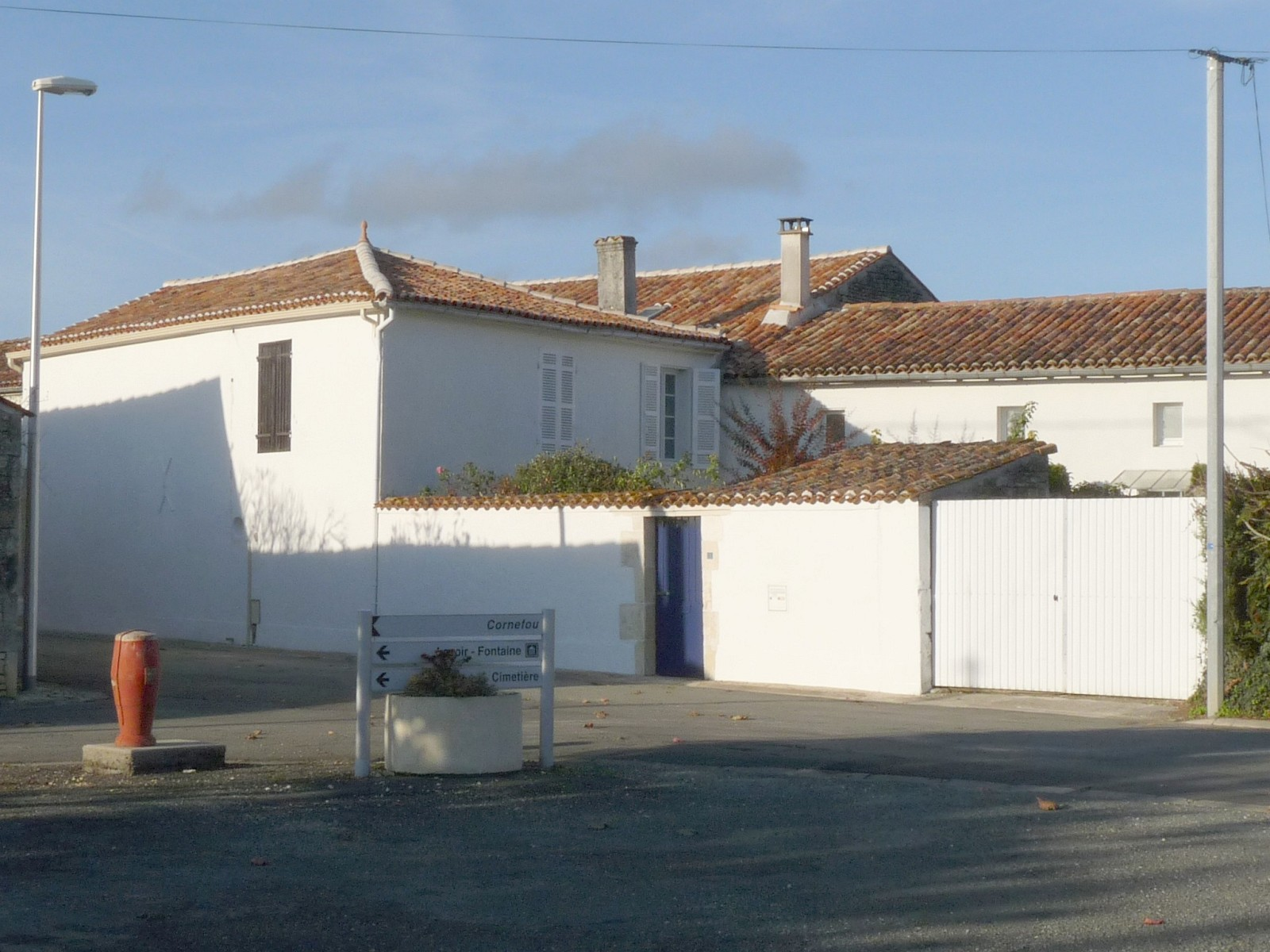
Maisons, au bourg.
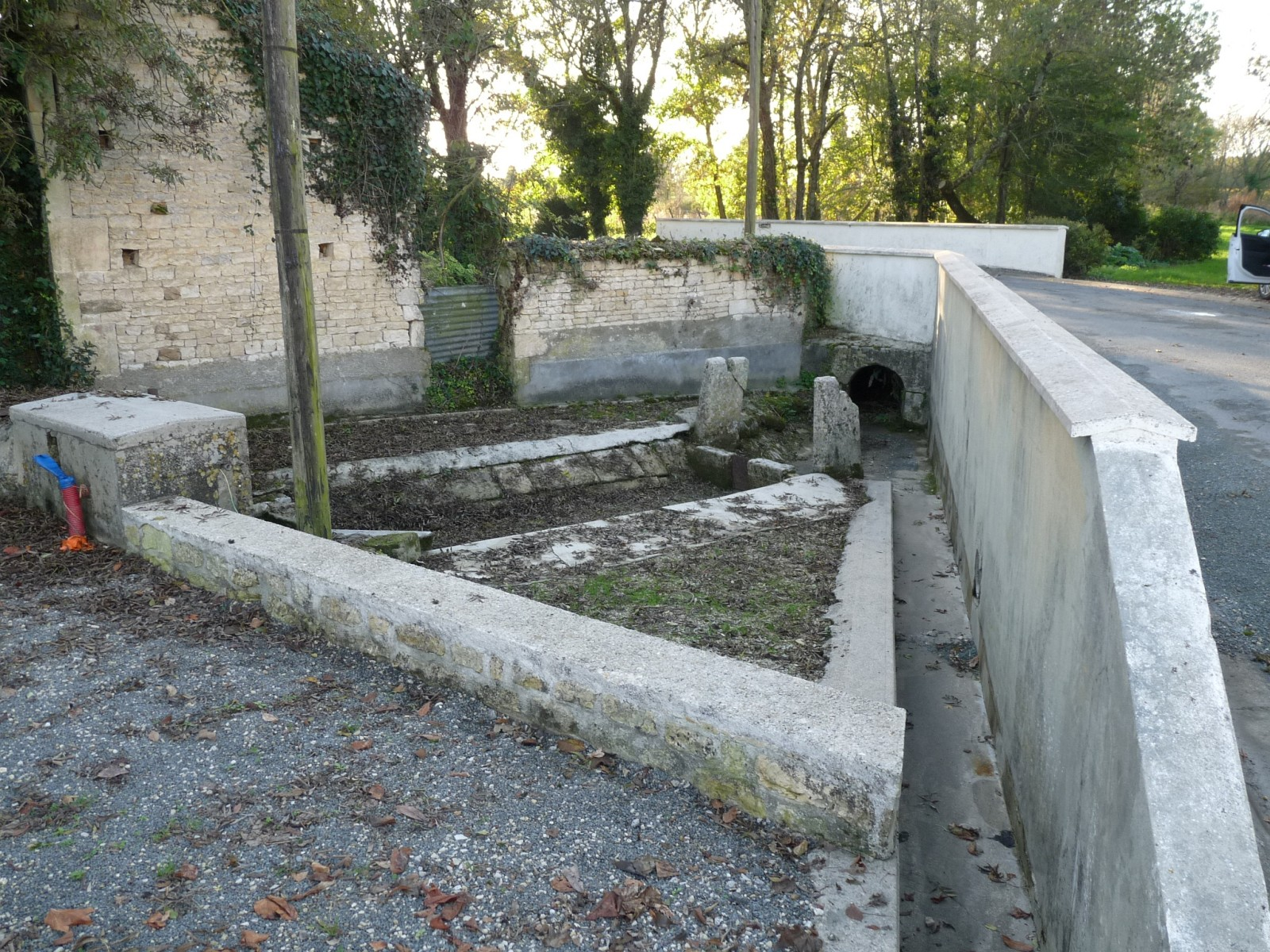
Ancien lavoir du bourg.
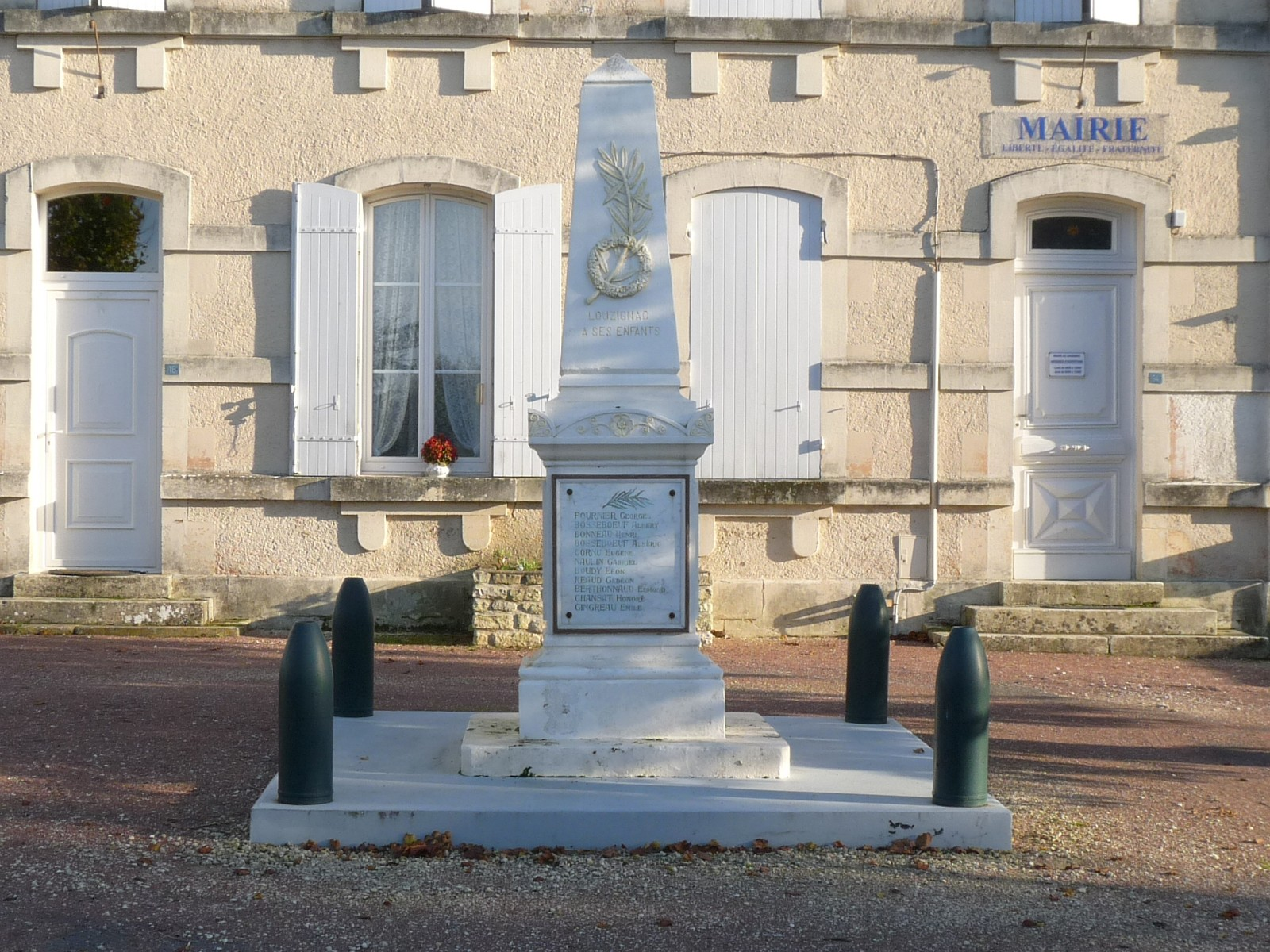
Monument aux morts.